# کولرتپه
کولرتپه مربوط به عصر مفرغ - هزاره اول قبل از میلاد است و در شهرستان میانه، بخش مرکزی، دهستان کله بوز غربی، ۹۰۰ متری غرب روستای درین درق واقع شده و این اثر در تاریخ ۲۸ اسفند ۱۳۸۵ با شمارهٔ ثبت ۱۸۸۹۲ به‌عنوان یکی از آثار ملی ایران به ثبت رسیده است.